# Canoagem

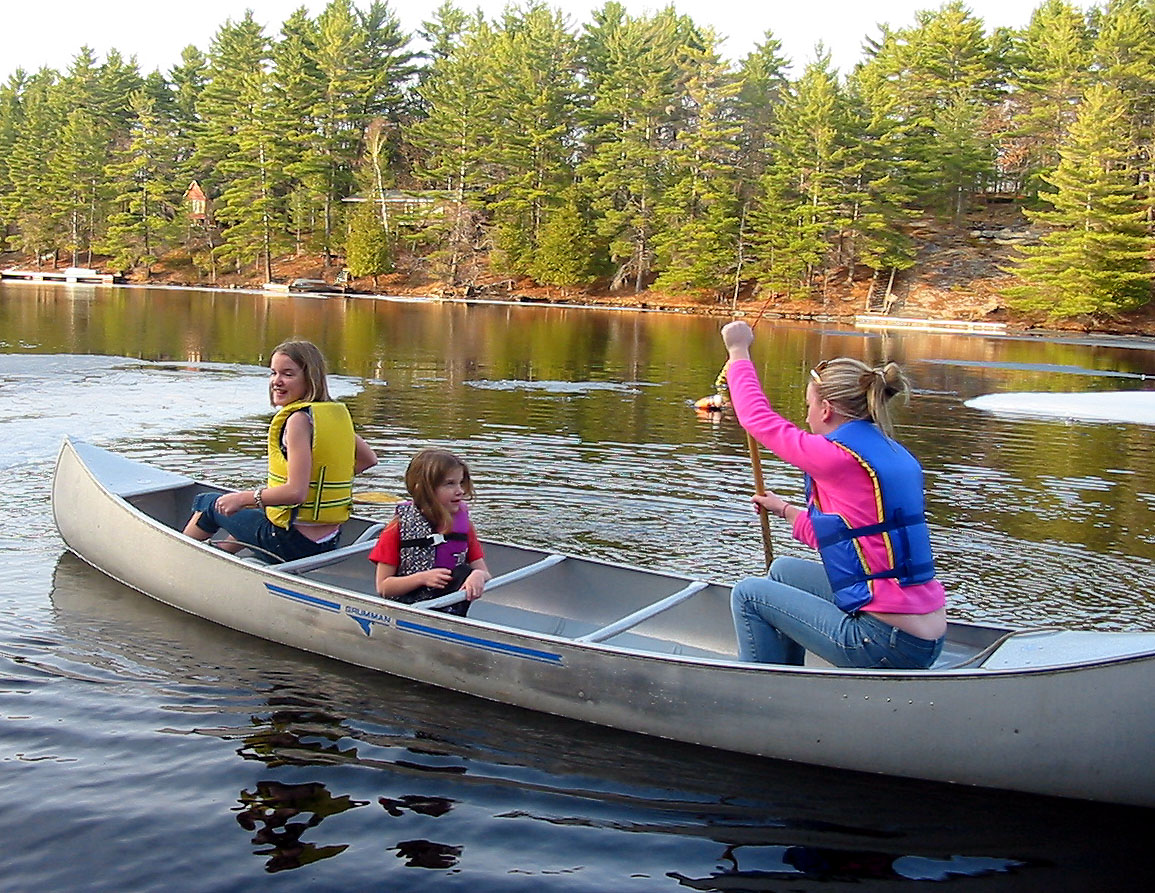
Família passeando em canoa.

A canoagem é um desporto náutico, praticado com uma canoa ou um caiaque, sendo uma modalidade olímpica desde 1936.

## História

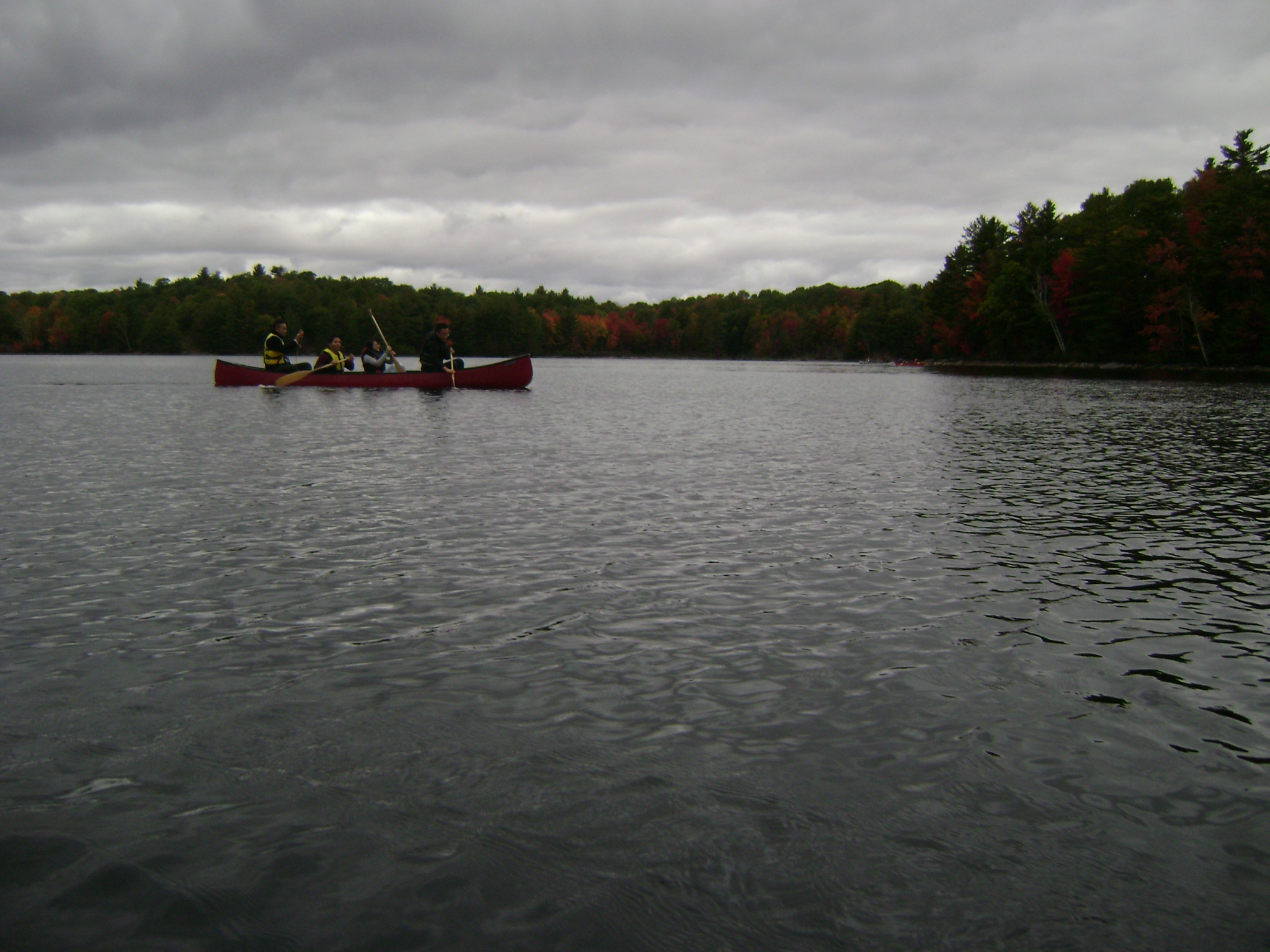
Grupo praticando canoagem em um lago de Ontário, Canadá.

As canoas foram desenvolvidas no transcurso de milhares de anos, primeiramente pelos povos nativos da América do Norte. A palavra que conhecemos hoje (canoa) deriva da palavra Kenu, que significa dugout,                                             um tipo de canoa feito de tronco de árvore.

## Características dos caiaques e canoas
- Caiaques com cascos com esta formatação tem grande estabilidade e suportam muito pouco peso, são apropriados para principiantes.
- Para descidas de rios com águas agitadas, os caiaques devem ter baixo alto casco de perfil arredondado e linha de quilha arqueada, que proporciona extrema maneabilidade.
- Para corridas em águas agitadas esta configuração é a mais adequada

Existem várias modalidades das quais se destacam o Freestyle, Canoagem Oceânica, Caiaque-Polo, Maratonas, Canoagem Velocidade,Canoagem Slalom e por fim a canoagem de rápidos. As duas últimas modalidades olímpicas

## Canoagem Sprint

### Atletas medalhados em europeus e mundiais de pista
- António Brito
- Rui Fernandes
- António Monteiro
- José Janeiro
- Sérgio Varela
- Emanuel Silva
- Fernando Pimenta
- Filipe Duarte
- David Fernandes
- Daniel Castro
- Ruben Agrela
- Jose Pedro Oliveira
- Pedro Oliveira
- João Ribeiro

- Joana Vasconcelos
- Teresa Portela
- Helena Rodrigues
- Beatriz Gomes
- Pisco

## Canoagem slalom
A bordo de uma canoa ou caiaque, a prática da Canoagem Slalom caracteriza-se como uma das modalidades mais radicais dos Jogos Olímpicos na atualidade. O atleta, com auxílio do remo, desce corredeiras, passa por obstáculos naturais ou artificiais, com o menor espaço de tempo, evitando sofrer penalidades.
Esporte: Canoagem Slalom. Foto: evronphoto / Shutterstock.com
Apesar da categoria Slalom nascer em 1932, influenciada pelo Esqui Slalom na Suíça, a origem da canoagem é mais remota. Os primeiros indícios são do século XV a.C. pelos egípcios. Há também a hipótese que começaram a utilizar pás para ajudar na locomoção no século III d.C. pelos astecas. Entretanto, a grande maioria de historiadores afirmam que no século XVI, as primeiras canoas e caiaques foram concebidas em um formato similar ao atual, na região do Canadá. Feitas de madeira e pele de animais, as canoas derivam das tribos indígenas e os caiaques dos esquimós.
Esse tipo de embarcação se popularizou na Europa, no início do século XIX, como uma forma de divertimento. Porém, tornou-se uma modalidade esportiva após o advogado escocês, John Mac Gregor criar sua própria canoa, apelidada de Rob Roy, e com ela realizar várias expedições pela Europa e Oriente Médio, no ano de 1840.
A Federação Internacional de Canoagem, responsável por regulamentar as competições mundiais, foi fundada oito anos antes do surgimento da categoria slalom, em 1924.
O esporte chegou ao Brasil no ano de 1943, através do alemão José Wingen, que relembrando sua infância de competidor na Alemanha, construiu uma canoa de madeira. Apesar disso, a canoagem ganhou força no país somente na década de 70, quando desembarcavam os primeiros caiaques fabricados na Europa e Argentina. Com isso, mais tarde se constituiu a Confederação Brasileira de Canoagem (CBCa), em 1988.
A categoria apresentou-se para as Olimpíadas de Munique, em 1972. No entanto, somente vinte anos depois tornou-se modalidade olímpica, participando da edição dos jogos de Barcelona 1992.
Atualmente os caiaques são feitos predominantemente de resina de poliéster com fibra de vidro, há modelos de resina epóxi com fibra de carbono, além de exemplares com polietileno.
Com o percurso de 250 a 400 metros de corredeiras, os atletas passam em média por entre 18 e 25 balizas, ou portas, divididas por cores. Nas verdes deve-se atravessar descendo e nas vermelhas subindo. São posicionadas propositadamente em direções opostas, para que o haja muita mobilidade do competidor.
As embarcações largam com intervalo de 1 minuto entre elas nas provas individuais e descem três simultaneamente nas por equipes. Sendo duas descidas na fase de eliminatórias, valendo a melhor, e apenas uma nas semifinais e finais.
Em 2020 o COI anunciou a incorporação da modalidade canoagem slalom extremo, também conhecida como canoagem slalom cross, nas provas olímpicas. A categoria extremo surgiu pela primeira vez na Copa do Mundo em 2015. Em 2020, a Federação Internacional de Canoagem (ICF) realizou uma votação interna para formalização do pedido de inclusão da prova ao Comitê Olímpico Internacional (COI).

## Caiaque Polo

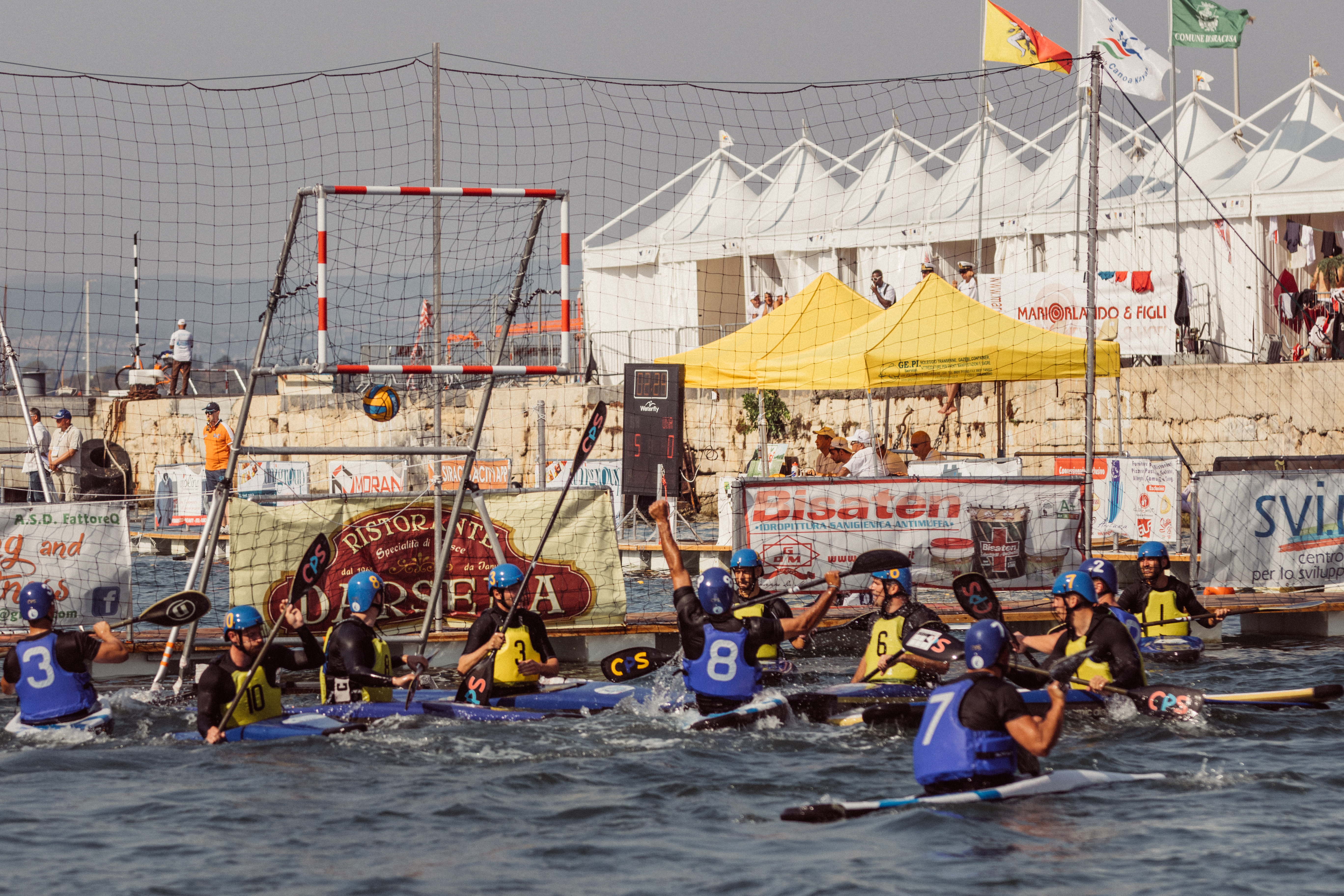
Caiaque Polo

O Caiaque Polo é uma disciplina de canoagem que se disputa numa área de jogo de 35 por 23 metros, delimitada em piscinas, rios ou lagos, e cujo objetivo consiste na marcação do maior número de gols na meta adversária, que está suspensa a 2 metros da superfície da água.
As partidas têm duas partes de 10 minutos e são disputadas por duas equipes de oito jogadores (cinco titulares e três suplentes com substituições ilimitadas), podendo a bola ser jogada com a mão ou com o remo.
Em 2023, o Brasil sagrou-se campeão Pan-Americano masculino sênior da modalidade pela sétima vez, sendo a equipe com a maior quantidade de títulos em todo o continente Americano.

## Freestyle / Rodeio
O Freestyle é uma das mais recentes variantes da canoagem. Foi oficialmente reconhecida pela Federação Internacional de Canoagem em Outubro de 2004. O objetivo da competição de Freestyle é realizar num determinado tempo várias manobras com a embarcação em uma onda ou em um rio, e obter uma pontuação com base na quantidade de movimentos e variedade de figuras conforme uma tabela preestabelecida.

## Canoagem oceânica
A Canoagem Oceânica é uma disciplina da canoagem que consiste em realizar um determinado percurso no mar. São utilizadas embarcações específicas, devido às variadas condições que se pode encontrar ao decorrer da prova.

## Canoagem maratona
A Canoagem Maratona disputa-se com as mesmas embarcações da Canoagem Velocidade, apenas diferindo no facto de serem mais leves. As competições realizam-se em distâncias superiores a 15 km. Durante a competição, os atletas são obrigados a realizar um ou mais percursos em terra correndo com a embarcação na mão, percurso durante o qual aproveitam para se alimentar e hidratar.

### Atletas medalhados em Mundias de Maratona
- Gabriel Pauletti
- Nicole Leoncio
- Marcio Pinto
- Miguel Gomes
- Pedro Henrique
- Nuno Barros
- José Ramalho
- Samuel Amorim
- Rui Lacerda

## Turismo / Aventura
Turismo e aventura é uma especificidade da canoagem que não se enquadra nos padrões de desporto de competição. O objectivo principal desta variação é a aproximação do homem com a natureza favorecendo a compreensão da sua grandiosidade e consequentemente o respeito a mesma, transformando-os em agentes multiplicadores dessa acção.

## Canoagem onda
Modalidade que vem ganhando muitos adeptos nos últimos anos. No Brasil, se divide em duas classes: Kayak Surf e Waveski. No Kayak Surf, o atleta surfa dentro de um caiaque especialmente produzido para isso. O Waveski é praticado sobre uma prancha desenvolvida para ter melhor flutuação e estabilidade na onda. O praticante usa um remo com duas pás e fica preso à prancha por um cinto, mantendo os pés encaixados numa pedaleira junto ao bico. Muitas vezes a expressão Canoagem Onda é usada para identificar apenas o Kayak Surf.